# Gerard Bluffs
Die Gerard Bluffs sind markante und unvereiste Felsenkliffs in der antarktischen Ross Dependency. Im Transantarktischen Gebirge markieren sie das südliche Ende der Miller Range.
Die neuseeländische Südgruppe der Commonwealth Trans-Antarctic Expedition (1955–1958) kartierte sie im Dezember 1957 und benannte sie nach dem neuseeländischen Geophysiker Vernon Bruce Gerard (1924–2022), der 1957 im Rahmen des Internationalen Geophysikalisches Jahres auf der Scott Base tätig war.